# Salvacañete (kommunhuvudort)
Salvacañete är en kommunhuvudort i Spanien.   Den ligger i provinsen Provincia de Cuenca och regionen Kastilien-La Mancha, i den centrala delen av landet, 190 km öster om huvudstaden Madrid. Salvacañete ligger 1 179 meter över havet och antalet invånare är 337.
Terrängen runt Salvacañete är huvudsakligen kuperad, men åt sydväst är den platt. Salvacañete ligger nere i en dal.  Trakten runt Salvacañete är nära nog obefolkad, med mindre än två invånare per kvadratkilometer. Närmaste större samhälle är Ademuz, 18,6 km öster om Salvacañete. 